# Uniatismus
Als Uniatismus (über russisch uniyat, von lateinisch uniare ‚vereinigen‘) bezeichnet man einen Proselytismus, der durch „aktive Mission“ unter Episkopat, Klerus und Angehörigen nicht-katholischer Ostkirchen deren Einigung mit der Westkirche und dem Papst in Rom zu erreichen sucht. Beim Scheitern der angestrebten Vollunion (Gesamteinigung) zielte der historische Uniatismus auf die Bildung von Teilunionen in Gestalt mit Rom unierter Kirchen, faktisch also auf die Spaltung der traditionell bestehenden Ostkirche durch Begründung einer katholischen Gegen-Kirche, die man als Rechtsnachfolger ihrer Mutterkirche ansah und propagierte.
Heute gilt der Uniatismus allgemein, auch auf katholischer Seite, als eine überholte Unionsmethode. Das am 23. Juni 1993 verabschiedete Dokument von Balamand der Gemeinsamen Internationalen Kommission für den theologischen Dialog zwischen der katholischen Kirche und der orthodoxen Kirche lehnt ihn sowohl als Methode als auch als Modell für die angestrebte Einheit beider Kirchen ab. Das Dokument schließt einerseits „für die Zukunft jeden Proselytismus und jeden Expansionswillen der Katholiken zum Schaden der orthodoxen Kirche“ aus und anerkennt zugleich andererseits, dass die bestehenden Katholischen Ostkirchen „als Teil der katholischen Gemeinschaft das Recht haben zu existieren und zu handeln, wie es den geistlichen Bedürfnissen ihrer Gläubigen entspricht“.
Der Vorwurf des Uniatismus wird gegenwärtig auf östlicher Seite z. T. auch erhoben, wenn es sich aus katholischer Sicht handelt um:
- die Errichtung einer ordentlichen Kirchenverwaltung für römisch-katholische Minderheiten mit römischem Ritus innerhalb des historischen Verbreitungsgebietes der Orthodoxen Kirche, z. B. in Russland, oder
- die Wiederherstellung Katholischer Ostkirchen nach politisch gestützter Zwangsvereinigung griechisch-katholischer Gemeinden mit den jeweiligen orthodoxen Landeskirchen, z. B. in der Ukraine und in Rumänien.

Ähnlich dem Uniatismus versucht die römisch-katholische Kirche gegenwärtig, Gläubige und sogar Geistliche der Anglikanischen Kirche auf der Basis der Apostolischen Konstitution Anglicanorum coetibus Papst Benedikts XVI. mit der römisch-katholischen Kirche und dem Papst zu vereinen.